# Estación Roberto Cano
Roberto Cano es una estación ferroviaria ubicada en la localidad del mismo nombre, en el Partido de Rojas, Provincia de Buenos Aires, Argentina.

## Servicios
El ramal dejó de transitar formaciones de pasajeros en 1977, actualmente solo se prestan servicios de cargas.

## Historia
En el año 1884 fue inaugurada la Estación Roberto Cano, por parte del Ferrocarril de la Provincia de Buenos Aires, en el Ramal Pergamino - Junín.
La estación pertenecía al Ferrocarril San Martín; cuando era operado por Ferrocarriles Argentinos
La estación fue clausurada en 1977 y actualmente no se opera ningún servicio.